# Ноакхалі (зіла)
Ноакха́лі (бенг. লক্ষ্মীপুর জেলা, англ. Noakhali) — одна з 11 зіл регіону Читтагонг Бангладеш, розташована у центрі регіону.
Населення — 3108083 особи (2011; 2217134 в 1991).

## Адміністративний поділ
До складу регіону входять 6 упазіли:
| Зіла           | Площа, км² | Населення, осіб (1991) | Населення, осіб (2008) |
| -------------- | ---------- | ---------------------- | ---------------------- |
| Бегумгандж     | 426,05     | 676168                 | -                      |
| Компанігандж   | 305,33     | 183351                 | -                      |
| Ноакхалі-Садар | 1071,66    | 651620                 | -                      |
| Сенбагх        | 155,83     | 216309                 | -                      |
| Хатія          | 1508,23    | 295501                 | -                      |
| Чаткхіл        | 133,89     | 194185                 | -                      |